# Brieskorn–Grothendieckresolution
Inom matematiken Brieskorn–Grothendieckresolutionen en resolution förmodad av Grothendieck, som speciellt ger en resolution av universella deformationen av en Kleinsk singularitet. Brieskorn (1971) tillkännagav konstruktionen av resolutionen och Slodowy (1980) publicerade detaljerna av Brieskorns konstruktion.

### Allmänna källor
- Brieskorn, Egbert (1971), ”Singular elements of semi-simple algebraic groups”, Actes du Congrès International des Mathématiciens (Nice, 1970), "2", Gauthier-Villars, s. 279–284, arkiverad från ursprungsadressen  den 2015-04-02, https://web.archive.org/web/20150402130603/http://mathunion.org/ICM/ICM1970.2/, läst 4 mars 2015
- Slodowy, Peter (1980), Simple singularities and simple algebraic groups, Lecture Notes in Mathematics, "815", Berlin, New York: Springer-Verlag, doi:10.1007/BFb0090294, ISBN 978-3-540-10026-3